# Рада безпеки Республіки Білорусь
Ра́да безпе́ки Респу́бліки Білору́сь — конституційний дорадчо-консультативний орган при Президенті Білорусі, уповноважений розробляти узгоджені заходи підтримання безпеки держави. Розглядає внутрішні та зовнішні справи держави, що мають стосунок до безпеки і оборони. Схвалює постанови про безпеку держави та громадян. Очолюється і формується президентом, який підписує її постанови. 

## Склад
До складу входять 20 осіб: президент, прем'єр, голови Палати представників і Ради республіки, голова Верховного суду, голова Адміністрації президента, державний секретар, генеральний прокурор, голова Національного банку, голови Комітетів державної безпеки і державного контролю, міністри оборони, закордонних справ і внутрішніх справ, надзвичайних ситуацій, голови слідчого, державних військово-промислового та прикордонного комітетів, начальник Генерального штабу Збройних сил та старший син президента Віктор Лукашенко, як помічник з національної безпеки. Діяльність забезпечує секретаріат. 

## Комісії
При раді безпеки діють комісії:
- Міжвідомча комісія з захисту державних таємниць;
- Міжвідомча комісія з військово-технічного співробітництва та експортного контролю;
- Державні комісія з радіочастотного нагляду;
- Міжвідомча комісія з безпеки в економічній сфері.

## Повноваження
За Законом про захист, рада безпеки має повноваження на:
- внесення пропозицій президентові про напрямки управління армією і розвитком Збройних сил, зміни військової доктрини;
- забезпечення існування та дій армії;
- внесення на затвердження президентові будови і кількості Збройних сил;
- пропозиції президенту про введення, продовження та скасування воєнного і надзвичайного станів;
- погодження переведення промисловості на роботу в умовах воєнного часу;
- заслуховування звітів керівників відомств захисту;
- визначення напрямків міжнародної військової діяльності і завдань розвитку союзних відносин з іншими державами[2].

## Історія
15 листопада 1991 року. Верховна Рада Республіки Білорусь схвалила Рішення № 1249, яке утворило Раду безпеки у складі 14 осіб: голова ради безпеки, його перший заступник і голова Комісії Верховної ради з питань національної безпеки, голова уряду, генеральний прокурор, голова КДБ, міністри оборони, закордонних і внутрішніх справ, зв'язку і транспорту, начальник Білоруської залізниці і управління цивільної авіації, завідувач військ Білоруського військового округу. Голова ради безпеки призначав собі помічника як керівника апарату ради безпеки, який налічував 4 співробітники. Засідання скликалися двічі на рік. У 1992-1994 рр. очолював Раду безпеки Станіслав Шушкевич, потім Мечислав Гриб. Відповідно до прийнятої в 1994 р. Конституції Раду безпеки очолив президент. 5 серпня 1994 року. А. Лукашенко ввів Указом № 24 до складу Ради безпеки голову адміністрації президента і державного секретаря замість голови Верховної ради та голови комісії Верховної ради з національної безпеки. Засідання стали проводитися кожні три місяці. У 1997 р. апарат ради безпеки, на чолі якого стояв призначений президентом державний секретар, перейменували в секретаріат.

## Державні секретарі
- Віктор Шейман[be-x-old] (1994–2000)
- Урал Латипов (27 листопада 2000–2001)
- Геннадій Невиглас (12 вересня 2001–2008)
- Юрій Жадобін (15 липня 2008–2009)
- Леонід Мальцев (4 грудня 2009–2013)
- Олександр Межуєв (5 грудня 2013–2015)
- Станіслав Зась (4 листопада 2015 – 3 січня 2020)
- Андрій Равков (20 січня – 3 вересня 2020)
- Валерій Вакульчик (3 вересня – 29 жовтня 2020)
- Олександр Вольфович (з 26 січня 2021)